# مارفل ضد كابكوم 3: مصير عالمين
مارڤل ضد كابكوم 3: مصير عالمين (باللغة اليابانية: マーヴル VS カプコン) (باللغة الإنجليزية: Marvel vs. Capcom) مارڤ‍ل ڤ‍ِس كابكوم ثري: فيت أُف تو ورد (باللغة العربية تعني: مارڤل ضد كابكوم 3: مصير عالمين)(باللغة اليابانية تُكتب: マーヴル VS. カプコン 3 フェイト オブ トゥー ワールド)(باللغة اليابانية تُقرأ: Māvuru bāsasu Kapukon Surī: Feito obu Tū Wārudo)(والاسم الرسمي المُعلن:Marvel vs. Capcom 3: Fate of Two Worlds). هي إحدى سلسلة حلقات لعبة القتال المتقاطعة مارڤ‍ل ضد كابكوم وكابكومز، مارفل ضد كابكوم 3: مصير عالمين. هي لعبة فيديو قتالية متقاطعة تم تطويرها بواسطة كابكوم بالتعاون مع شركة إيتينغ. تتميز اللعبة بشخصيات من كل من امتيازات ألعاب الفيديو الخاصة بـكابكوم وسلسلة الكتب المصورة التي نشرتها مارفل كومكس. تم إصداره لوحدات تحكم بلاي ستيشن 3 وإكس بوكس 360 في فبراير 2011. كما إنها تكملة لـ مجموعة 2000 مارفل ضد كابكوم 2: عصر جديد للأبطال، الإصدار الخامس من امتياز مارفل ضد كابكوم. نماذج شخصية ثلاثية الأبعاد بدلاً من النقوش المتحركة ثنائية الأبعاد.
في مارفل ضد كابكوم 3 ، يختار اللاعبون فريقاً من ثلاث شخصيات للمشاركة في القتال ومحاولة القضاء على خصومهم. كما إنها تتميز بآليات لعبة فريق العلامات المشابهة للألعاب السابقة في السلسلة، إلى جانب طرق اللعب الجديدة المصممة لجعل اللعبة أكثر سهولة للاعبين الجدد.  تم إنتاج اللعبة بواسطة «ريوتا نيتسوما»، الذي عمل سابقاً على تاتسونوكو ضد كابكوم: ألتميت آول ستارز والذي يستخدم نفس نظام الهجوم المبسط بثلاثة أزرار.
تلقت اللعبة مراجعات إيجابية بشكل عام من النقاد، الذين أشادوا بطريقة اللعب وقائمة الشخصيات، بينما انتقدوا مكونها عبر الإنترنت ونقص الميزات وأنماط اللعب. تم شحن أكثر من مليوني وحدة في جميع أنحاء العالم بعد شهر من ظهورها لأول مرة، مما جعلها ذو نجاحاً تجارياً. بعد أقل من عام من إطلاقها، أعلنت شركة كابكوم عن إصدار محدث من اللعبة بعنوان (ألتميت مارفل ضد كابكوم 3). تجاوزت المبيعات الإجمالية لكلا الإصدارين 4 ملايين نسخة. تم إصدار تكملة مناسبة بعنوان مارفل ضد كابكوم: إنفينيتي في سبتمبر 2017.

## طريقة اللعب
مارفل ضد كابكوم 3: مصير عالمين هي لعبة قتال يتنافس فيها اللاعبون في معركة باستخدام شخصيات ذات أساليب قتال مختلفة وهجمات خاصة. تتميز اللعبة بأسلوب لعب قائم على الفريق مشابه للإصدارات السابقة من السلسلة.  يختار اللاعبون فرقا مكونة من ثلاثة شخصيات للمشاركة في قتال فردي، ويمكنهم اختيار التبديل بينهم في أي وقت أثناء المباراة. أثناء القتال، يمكن للاعبين استدعاء إحدى شخصياتهم خارج الشاشة لأداء حركة خاصة واحدة، تُعرف باسم «المساعدة». عندما تتعامل الشخصيات مع الضرر أو تتلقاه، فإن «هايبر كومبو غاوغي» الخاص بفريقهم سيمتلئ بالطاقة تدريجياً، والتي يمكن أن ينفقها اللاعبون لتنفيذ تقنيات معينة، مثل المجموعات المفرطة، وهي نسخ أقوى من الحركات الخاصة، «سناب باك»، والتي تجبر الخصم الحالي على الخروج من الشاشة واستبدالها بأحد زملائه الآخرين في الفريق؛  «مجموعات الكروس أوفر»، والتي تستدعي فريق اللاعب بأكمله لاستخدام مجموعاتهم الفائقة دفعة واحدة. يجب على اللاعبين استخدام الهجمات المختلفة في ترسانتهم لاستنفاد مقياس الحياة لخصمهم وهزيمة فريق العدو بأكمله، أو التمتع بالصحة الأكثر تراكماً عند نفاد الوقت.
مارفل ضد كابكوم 3 هو أول إدخال في الامتياز لعرض نماذج شخصية ثلاثية الأبعاد بدلاً من العفاريت ثنائية الأبعاد. ومع ذلك، تظل طريقة اللعب مقتصرة على بعدين، مما ينتج عنه تصميم رسومي 2.5D.
على عكس مارفل ضد كابكوم 2: عصر الأبطال جديد، والتي تضمنت أربعة أزرار للهجوم منفصلة كزوجين من اللكمات والركلات منخفضة وعالية القوة، تستخدم مارفل ضد كابكوم 3 نظام تحكم مبسط من ثلاثة أزرار من الضوء غير المحدد والمتوسط، والهجمات الثقيلة على غرار تاتسونوكو ضد كابكوم: ألتميت آول ستارز والتي تهدف إلى «هدم جدار الضوابط المعقدة وفتح مجال القتال الاستراتيجي لجميع القادمين». تتضمن اللعبة «زر تبديل» جديد، يستخدم لإطلاق الخصوم في الهواء، ومبادلة الشخصيات أثناء أداء المجموعات، وضرب الخصم في الأرض. يمكن للاعبين استخدام كل زر لربط الهجمات معاً وتشكيل المجموعات، بالإضافة إلى أداء حركات خاصة باستخدام مزيج من الضغط على الأزرار وحركات عصا التحكم.
يتميز مارفل ضد كابكوم 3 أيضاً بنظام تحكم بديل مصمم للاعبين غير المألوفين لألعاب القتال يسمى الوضع البسيط. يسمح هذا الوضع البسيط للاعبين بأداء حركات خاصة ومجموعات مفرطة بضغطة زر واحدة على حساب الحد من مجموعة الحركات المتاحة للشخصية.[بحاجة لمصدر] تُقدم مارفل ضد كابكوم 3 ميكانيكياً جديداً للعبة يُعرف باسم «إكس فاكتور»، والذي يوفر مزيداً من الضرر والسرعة وتجديد الصحة لفترة قصيرة من الزمن.  يمكن للاعبين تفعيلها مرة واحدة في كل مباراة، كما يمكن استخدامها لتوسيع المجموعات. تعتمد مدة وشدة إكس فاكتور على عدد الشخصيات النشطة في فريق اللاعب؛ عندما يخسر اللاعب المقاتلين، يستمر إكس فاكتور لفترة أطول ويمنح تعزيزات أعلى للضرر.

### أساليب
تتميز لعبة مارفل ضد كابكوم 3 بالعديد من أوضاع اللعب غير المتصلة بالإنترنت، مثل وضع آركيد، حيث يقاتل اللاعب ضد خصوم يتحكم فيهم الذكاء الاصطناعي للوصول إلى الشخصية الرئيسية النهائية «غالاكتوس» الشرير الخارق من سلسلة فانتاستيك 4 من مارفل كوميكس.
كل حرف له تسلسل نهاية فريد خاص به، والذي يتم ربحه عند الانتهاء من وضع الآركيد. تشمل أوضاع عدم الاتصال الأخرى: «وضع فيرسوس» حيث يمكن للاعبين القتال ضد بعضهما البعض محلياً؛ «وضع التدريب» الذي يتميز بالعديد من خيارات التخصيص لأغراض التدريب، مثل القُدرة على ضبط مقياس «هايبر كومبو» وتعيين صعوبة الذكاء الاصطناعي، وتسجيل التحركات والتشغيل، وحتى محاكاة تأخر الإدخال؛ «وضع المُهمة» الذي يتميز بتحديات خاصة بالشخصيات مصممة لاختبار اللاعبين على قدرتهم على تنفيذ المجموعات المعقدة.
تتضمن لعبة مارفل ضد كابكوم 3 اللعب عبر الإنترنت باستخدام خدمات مايكروسوفت ويندوز، إكس بوكس لايف وبلاي ستيشن وسوني. تتضمن اللعبة متعددة اللاعبين عبر الإنترنت المباريات المرتبة، حيث يتنافس اللاعبون لزيادة رتبهم والارتقاء في لوحات الصدارة في اللعبة؛ «مباريات اللاعب» التي لا تمنح الترتيب وتقدم خيارات لإعادة المباريات السريعة؛ «ولوبيات اللاعبين» والتي تسمح لما يصل إلى ثمانية لاعبين في غرفة واحدة بالمنافسة في شكل ملك من نمط التل. عندما تبدأ المباراة عبر الإنترنت، يمكن للاعبين عرض بطاقة الترخيص الخاصة بالخصم. تقوم بطاقات الترخيص بتتبع ميول اللاعبين بناءً على أسلوب القتال، وتسجيل نقاط اللاعب وإجمالي عدد المكاسب والخسائر، وتسمح للاعبين برؤية النقاط الإيجابية والسلبية في أساليب لعبهم. من بين الميزات الموجودة على الإنترنت معركة الظلال وهي سلسلة من حزم المحتوى القابلة للتنزيل والتي تسمح للاعب بمحاربة فريق من الخصوم المتحكم فيهم بواسطة الذكاء الاصطناعي والمبرمج وفقاً لتقنيات وتفضيلات فريق التطوير في كابكوم واللاعبين المشهورين من مجتمع ألعاب القتال.

### الشخصيات القابلة للعب
راجع أيضاً: الشخصيات في سلسلة مارفل ضد كابكوم 3 مصير عاَلمين
مارفل ضد كابكوم 3 مصير عاَلمين يحتوي على قائمة أساسية من 36 حرفاً، تضم شخصيات جديدة وعائدة إلى امتياز مارفل ضد كابكوم. شخصيتان إضافيتان «جيل فالنتين وشوما جوراث» متاحتان أيضاً كمحتوى قابل للتنزيل. وفقاً للمنتج «نيتسوما»، كان اختيار الشخصية عملية تعاونية بين مارفل كوميكس وكابكوم. أعطى مارفل «لنيتسوما» وفريقه توجيهات دقيقة فيما يتعلق بتصميمات شخصيات مارفل، لكنه كان على استعداد لترك توازن اللعبة لـكابكوم.
فيما يتعلق بالشخصيات التي لم تنشأ من ألعاب القتال، مثل آرثر وديدبول، حاول فريق نيتسوما «الحفاظ على جوهرها» من مصدرها ومعرفة كيف يمكنهم تحويلها إلى شخصية لعبة قتالية مثيرة للاهتمام. عملت مارفل بشكل وثيق مع كابكوم لتضمين مزحات من الحوار وأحداث منتصف المباراة بين شخصيات الشركات. تم تكليف كاتب الكتاب الهزلي فرانك تيري بكتابة حوار الشخصية ونهايات اللعبة. كما أعطى مارفل ل «تيري» Marvel Tieri الاستخدام الكامل لمكتبة الشخصيات الخاصة بهم لأغراض القصة. ونتيجة لذلك، ظهرت العديد من الشخصيات غير القابلة للعب من عوالم مارفل وكابكوم مثل فانتاستيك 4 وغوست رايدر وداريد إفيل وميغا مان فولنوت ونِميسيس وفونيكس رايت في مراحل الحملة ونهايات وضع الآركيد.

## التطوير
مارفل ضد كابكوم 3: مصير عالمين هي الدفعة  الخامسة في سلسلة مارفل ضد كابكوم، تم الإعلان عن اللعبة لأول مرة علناً في معرض (كابتيفيت) الصحفي في هاواي في 20 أبريل 2010. تم الكشف عن أنه كان قيد التطوير منذ عام 2008، عندما استعادت كابكوم ترخيص مارفل بعد فترة من القضايا القانونية التي أدت إلى توقف المسلسل لمدة عقد تقريباً. وقع «ريوتا نيتسوما» الذي كان يترأس سابقًا الإنتاج في تاتسونوكو ضد كابكوم: ألتميت آول ستارز وقع كمنتج للمشروع الجديد، الذي كان مضاءً باللون الأخضر بعد «سنوات وسنوات من طلب المعجبين المستمر»، صرح نيتسوما أن اللعبة تم إنشاؤها باستخدام نفس محرك لعبة إم تي فرام وورك الذي شوهد في ريزيدنت إيفيل 5 (الشر المقيم 5) و لُست بلانيت 2 (الكوكب المفقود 2)
كانت فلسفة تصميم كابكوم لـمارفل ضد كابكوم 3 هي زيادة عمق اللعب وتقليل التعقيد. وفقاً لـ نيتسوما، سعى فريق التطوير إلى إنشاء لعبة من شأنها الوصول إلى عشاق السلسلة لفترة طويلة، مع توسيع قاعدة مستخدميهم في الوقت نفسه لمن هم على دراية بالشخصيات، ولكن ربما ليس مع ألعاب القتال بشكل عام. نشأت الرغبة في الوصول إلى لاعبين جدد أيضاً من نجاح مارفل الأخير في صناعة أفلام هوليوود. أعرب رئيس الإنتاج العالمي في كابكوم «كيجي إنافون» عن اهتمامه بجذب الجمهور في جميع أنحاء العالم. أدت هذه الأفكار إلى اتخاذ قرار إعادة تجهيز نظام القتال، والذي تم انتقاده في التكرارات السابقة لكونه معقداً للغاية بالنسبة للاعبين العاديين. تتضمن هذه التغييرات تنفيذ نظام الهجوم بثلاثة أزرار من تاتسونوكو مقابل كابكوم وإضافة الوضع البسيط. على عكس العناوين السابقة في السلسلة، لم يكن لدى كابكوم خطط لإصدار أركيد، وركزت فقط على إصدارات وحدة التحكم لجهاز بلاي ستيشن 3 وإكس بوكس 360. عندما سُئل عما إذا كانت كابكوم تخطط لإطلاق اللعبة على وحدات تحكم أخرى، لم يستبعد نيتسوما إمكانية إصدار نينتندو وي؛ ومع ذلك، فإن هذا لم يؤت ثماره في النهاية.
عمل موظفو مارفل كوميكس عن كثب مع فريق التصميم الفني في كابكو لضمان تمثيل كل شخصية من شركتهم بشكل صحيح. نتيجة لذلك، تم تصميم العديد من شخصيات مارفل بعد ظهورهم في أحدث الكتب المصورة. على سبيل المثال، يرتدي الرجل الحديدي «إكستريمز أرمور» الزي الخاص به، بينما يرتدي «ولفيرين» زيه من «أستونيشنغ إكس مان». خطط فريق التطوير أصلاً ليكون له ممثلو صوت إنجليزي وياباني لجميع الشخصيات. في النهاية قرر نيتسوما ضدها، مشيراً إلى أن وجود قائمة مارفل يتحدث اليابانية لا يتوافق جيداً مع صورة الشخصيات.

## الإصدار
مارفل ضد كابكوم 3: مصير عالمين

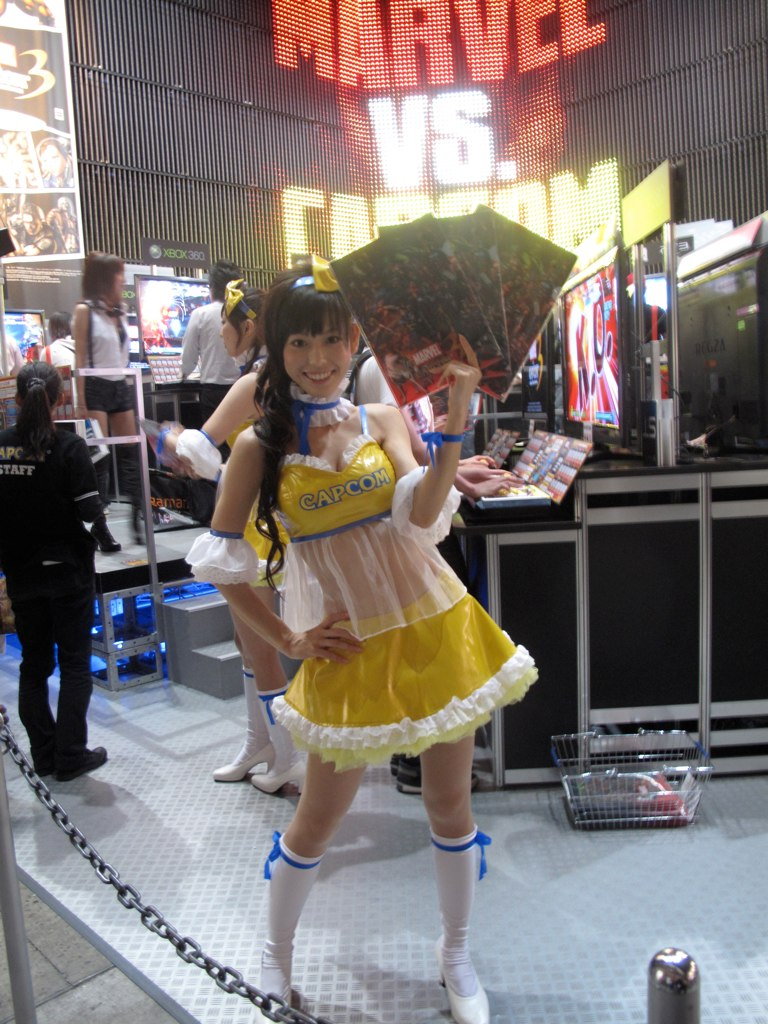
مارفل ضد كابكوم 3 تي جي اس 2010

تم إصداره في 15 فبراير 2011 في أمريكا الشمالية و 17 فبراير في اليابان و 18 فبراير في أوروبا لجهاز بلاي ستيشن 3 وإكس بوكس 360. تضمنت نسخة خاصة من اللعبة على علبة من الصلب الكتابي، ومقدمة هزلية من اثنتي عشرة صفحة كتبها «فرانك تيري»، واشتراك لمدة شهر في مارفل ديجيتال كوميكس، ورموز قابلة للاسترداد للتنزيل المجاني لمحتوى جيل فالنتاين وشوما غوراث القابل للتنزيل.
تم الإعلان عن أزياء DLC للشخصيات لاحقاً بواسطة مارفل وكابكوم، والتي تم إصدارها على شبكة إكس بوكس لايف ستور وبلاي ستيشن نيتورك في 1 مارس 2011. إحتوت حزمة الأزياء على أزياء جديدة (لريو وثور ودانتي وأيرون مان وكريس ريدفيلد وكابتن أمريكا)  تزامن إصدار الحزمة مع إصدار معركة الظل دي أل سي.
بعد إطلاق اللعبة، تم إطلاق برنامج بضائع مارفل ضد كابكوم في أبريل 2011 باع تجار الملابس بالجملة (فيلكوس وماد إنجن) قمصاناً وبلوزات تحمل الأعمال الفنية الترويجية من مارفل ضد كابكوم 3. أنشأ (إختيار ألماس اللعب) مجموعة من مينيماتس بناءً على شخصيات مختلفة من اللعبة. ظهرت مجموعات هوليوود المقتنيات لأول مرة في مجموعات التماثيل القابلة للتحصيل والتي تضم (أكوما ودانتي وديدبول ودكتور دوم وريو وولفيرين). في عام 2012، بعد إصدار ألتميت مارفل ضد كابكوم 3 كشفت يو دي أو إن للترفيه النقاب عن كتاب فني من 200 صفحة بعنوان مارفل ضد كابكوم، الأعمال الكاملة التي تحتوي على مجموعات من صور مارفل ضد كابكوم الحالية جنباً إلى جنب مع القطع الجديدة بتكليف من قبل فناني الكتب المصورة.

## الإقبال
مارفل ضد كابكوم 3: صراع عالمين تلقى مراجعات إيجابية من النقاد، وحصل على مجموع درجات 85/100 و 84/100 من ميتاكريتيك لإصدارات بلاي ستيشن 3 وإكس بوكس 360 على التوالي. أشاد المراجعون لـمارفل ضد كابكوم 3 لطريقة لعبها المبسطة والعميقة ومجموعة متنوعة من الشخصيات. وفقاً لما ذكره «ماكسويل ماكجي» من غيم سبوت، فإن ميكانيكا القتال الأساسية المبسطة للعبة عملت بشكل متناغم لدفع الحركة إلى الأمام. كما أشاد ماكجي بإضافة الوضع البسيط، قائلاً إن بساطته كانت مثالية للقادمين الجدد على السلسلة. صرح «ريتشارد جورج» من آي جي إن أن التعديلات التي أدخلت على نظام التحكم ساعدت على إنضاج الامتياز عن طريق إزالة التعقيدات التي لا داعي لها. أشاد نيدل كريسان من موقع 1أب. كوم بتفرد أساليب لعب الشخصيات، مشيراً إلى أنه استمتع باستكشاف القائمة ومجموعات الفريق المحتملة. كما أشاد براين ليا من G4 بتنوع وتوازن الشخصيات، مدعيا أنه على عكس مارفل ضد كابكوم 2، حيث كانت الغالبية العظمى من الممثلين «ضعيفة بشدة» مقارنة بأفضل مقاتليها، فإن كل شخصية تقريباً في مارفل ضد كابكوم 2، يبدو أنه خيار قابل للتطبيق.
على عكس قائمة الشخصيات، تعرضت اللعبة لانتقادات بسبب افتقارها إلى التنوع في أوضاع اللعبة والميزات عبر الإنترنت. أعرب "جورج" عن خيبة أمله لأن فريق التطوير لم يكمل تجربة مارفل ضد كابكوم 3 الأساسية مع إضافات لإضافة التنوع إلى الحزمة الإجمالية وإطالة عمرها. انتقد غيم ترايلرز وضع آركيد مشيراً إلى أن نهاياته "المخيفة على غرار "بور بوينت" تركت الكثير مما هو مرغوب فيه، خاصةً بالمقارنة مع متواليات المعارك المقدمة والخاتمة والمتنافسة التي شوهدت في قتال الشوارع 4. صرح تيم توري من غيم إنفورمر أن المعجبين الذين يتوقعون رؤية وظائف واسعة على الإنترنت مماثلة لـقتال شوارع 4 يجب أن "تنظم حماسهم". أشار سايمون باركين من يورو غيمر تحديداً إلى عدم وجود وضع المتفرج، مشيراً إلى أن إستبعاد المباريات القابلة للعرض يمثل أيضاً عيباً خطيراً.
في معرض الترفيه الإلكتروني 2010 ، حصلت مارفل ضد كابكوم 3: مصير عالمين على جائزة «أفضل لعبة قتالية» من جوائز نقاد اللعبة. كما حازت على جوائز «أفضل لعبة قتالية في E3» من آي جي إن و1أب. كوم وإكس بلاي-4G.
قبل إطلاقها، توقعت كابكوم بيع مليوني وحدة من مارفل ضد كابكوم 3 في جميع أنحاء العالم عبر كلا النظامين. وصلت اللعبة إلى المرتبة الثانية في مخطط مبيعات بلاي ستيشن 3 في المملكة المتحدة، خلف كول أوف ديوتي بلاك أوبس. في 30 مارس 2011 أعلنت الشركة أنها شحنت أكثر من مليوني نسخة من اللعبة بعد شهر ونصف من ظهورها لأول مرة. ردا على بلوغ هذا الإنجاز، وصفت شركة كابكوم أن كابكوم مارفل ضد كابكوم 3 بأنها نجاح تجاري. إعتباراً من يونيو 2020، باعت (مصير عالمين) 2.2 مليون وحدة، مع ألتميت مارفل ضد كابكوم 3 مما رفع مبيعات كلا الإصدارين إلى 4.2 مليون نسخة.

## ألتميت مارفل ضد كابكوم 3
المقال الرئيسي ألتميت مارفل ضد كابكوم 3
ألتميت مارفل ضد كابكوم 3 هو إصدار مستقل محدث من مارفل ضد كابكوم 3 مصير عالمين، تم إصداره في نوفمبر 2011 لجهاز بلاي ستيشن 3 وإكس بوكس 360. تم نقل اللعبة لاحقاً إلى بلاي ستيشن فيتا باستخدام إصدارات بلاي ستيشن 4 وإكس بوكس ون والكمبيوتر الشخصي التي تم الإعلان عنها في ديسمبر 2016.  بينما يتميز التحديث بآليات لعب متطابقة إلى حد كبير مع النسخة الأصلية، تم إجراء تغييرات على كل من أنظمة القتال الجوي وإكس فاكتور. إنها تتميز بالقائمة الكاملة من مصير عالمين بما في ذلك شخصيتان DLC ، وتقدم 12 مقاتلاً قابلاً للعب، من بين المقاتلين الإضافيين، هناك شخصية عائدة من الألعاب السابقة في سلسلة مارفل ضد كابكوم: سترايدر هيريو. الشخصيات الإحدى عشرة الأخرى، جميعها جديدة في السلسلة، هي دكتور سترينج وغوست رايدر وهاوكي وآيرون فيست ونوفا وروكيت راكون وفاير براند وفرانك ويست ونيميسس تي تيب وفونيكس رايت وفيرجل.

## تتمة
المقال الرئيسي: مارفل ضد كابكوم: إنفينيتي
بعد إصدار ألتميت مارفل ضد كابكوم ل بلاي ستيشن فيتا في عام 2012، إختارت الشركة الأم الجديدة لشركة مارفل شركة والت دزني التي استحوذت على مارفل في عام 2009، عدم تجديد ترخيص كابكوم بأحرف مارفل، بدلاً من ذلك تختار وضعها في سلسلة ديزني إنفينيتي المنشورة ذاتيا. نتيجة لذلك، كان على كابكوم سحب كل من ألتميت مارفل ضد كابكوم 3 ومارفل ضد كابكوم: عصر الأبطال الجديد من إكس بوكس لايف آركيد وبلاي ستيشن نيتورك، في عام 2013 . ومع ذلك، في عام 2016، قررت ديزني إلغاء سلسلة ديزني إنفينيتي، ووقف جهود النشر الذاتي، والتحول إلى نموذج الترخيص فقط، مما يسمح لهم بترخيص شخصياتهم لمطوري ألعاب تابعين لجهات خارجية، بما في ذلك كابكوم.
في 3 ديسمبر 2016، تم الكشف رسمياً عن مارفل ضد كابكوم3 إنفينيتي خلال حدث بلاي ستيشن إكسبيرينس من سوني.  تم إصدار اللعبة في 19 سبتمبر 2017 لأجهزة بلاي ستيشن 4 وإكس بوكس ون ومايكروسوفت ويندوز.

## روابط خارجية
مدونة المطورالرسمية نسخة محفوظة 14 يوليو 2019 على موقع واي باك مشين. في اليابان